# Pantelejmon (Kalafatis)
Pantelejmon, imię świeckie Michail Kalafatis (ur. 1943 w Petrokerassa) – duchowny Greckiego Kościoła Prawosławnego, od 1995 metropolita Ksanti i Periteorionu.

## Życiorys
Święcenia diakonatu i prezbiteratu przyjął w 1970. Chirotonię biskupią otrzymał 29 stycznia 1995.